# 이덕남 (1557년)
이덕남(李德男, 1557년 ~ 1592년)은 조선 중기의 무관으로 임진왜란 때 김화현감(金化縣監)으로 전사하였다. 본관은 우계(羽溪)이고, 자는 득보(得甫)이다.
아버지는 이준헌(李遵憲)이고, 전주 웅치전투와 남원성 전투에서 활동한 이복남(李福男)은 그의 형이었다. 병마절도사와 수군절도사를 지낸 이전(李戩)의 손자이다. 경기도 광주군에서 태어났으나, 과거에 급제할 무렵 그는 충주(忠州)에 거주하고 있었다.
보인(保人) 신분으로 1583년(선조 16년) 계미(癸未) 별시무과(別試武科)에 병과(丙科) 405위로 급제하였다. 1592년(선조 25) 4월 임진왜란이 발생하자 김화현감(金化縣監)으로 재직 중, 일본군을 맞아 순절하였다.
형 이복남은 정유재란 때 순절했고, 동생 이인남은 무과 급제후 남도 우후로 신립의 휘하에서 충주 탄금대 전투에서 전사했고, 숙부 이경헌과 이승헌은 신립 장군의 부관으로 충주 탄금대에서 싸우다가 순절하여 세간에서는 일실 오절이라 칭했다. 그의 조부 이전은 의주로 피난가는 선조의 가마를 의주까지 호종하였다.

## 가족 관계
배우자에 대한 기록은 실전되어 미상이고, 후손들에 대한 기록도 실전되었다.
- 아들 : 이경란(李慶爛)
  - 손자 : 이순산(李舜山)

## 같이 보기
- 이복남
- 충주 탄금대 전투
- 이인남
- 이전

## 참고 문헌
- 만력11년계미별시방목, 果菴先生文集卷九